# Ciano del Montello
Ciano del Montello (Siàn in veneto) è una frazione del comune di Crocetta del Montello, in provincia di Treviso.

## Geografia fisica
Il borgo, con una fisionomia urbana poco compatta, si estende su un angolo di pianura compreso tra il Piave a nord e il Montello a sudovest. Tra il Piave e il centro scorre il canale di Castelviero, corso d'acqua artificiale derivante dalla Brentella di Pederobba.
Per accedere alle grave del Piave è necessario superare un salto di alcuni metri, la cosiddetta "scarpata" che caratterizza tutto il tratto del fiume che affianca il Montello. In località Santa Mama si trova il Buoro, un cunicolo di circa sedici metri dal quale sgorga una sorgente quasi sempre attiva.
Questa zona dall'enorme valenza naturalistica, paesaggistica e storico-culturale è minacciata da un progetto di casse di espansione, un'opera obsoleta che andrebbe a stravolgere, deturpare il paesaggio nell'alta pianura veneta
L’impegno per la salvaguardia del paesaggio dell'alto Piave e del Montello ha particolarmente caratterizzato l’ultima fase della vita e dell’attività culturale di Andrea Zanzotto.

## Storia
La storia di Ciano è legata sin dall'antichità all'appena citato Buoro, in quanto le fonti e le grotte erano anticamente ritenute dei luoghi sacri, residenze di divinità legate alla fecondità della terra.
Non è un caso, dunque, se i reperti più antichi sono affiorati proprio in prossimità del sito. Sono i resti di numerosi strumenti in pietra, per lo più di epoca mesolitica, consistenti in piccole lamine trapezoidali: forse, legate ad un'asta, venivano utilizzate come arpioni per la pesca. Altri reperti risalgono invece all'epoca romana.
Qualcuno ha così ipotizzato che il toponimo potesse essere in relazione alla ninfa Ciane, ma è un'ipotesi priva di fondamento. Piuttosto, sarebbe un prediale da avvicinare al nome latino Acilius con l'aggiunta del suffisso aggettivale -anus. Una seconda teoria lo lega a cilianum "ciglio", vista la posizione sulla riva del Piave.
Il Buoro ha continuato a rappresentare un luogo sacro anche nei secoli successivi, quando alle credenze pagane si è sovrapposto il cristianesimo: nel medioevo venne costruita la chiesetta di Santa Mama (San Mamerto, protettore dei raccolti); le acque della fonte furono considerate miracolose e associate alla Madonna.
Il toponimo compare per la prima volta in un trattato del 1144, ma in precedenza erano già state citate alcune località minori come Santa Mama, Pratiche e Busco. In passato Ciano ha rappresentato un porto fluviale attraverso il quale transitavano i traffici lungo il Piave.
Il paese è stata una delle località maggiormente coinvolte nei combattimenti della grande guerra lungo il fronte del Piave.

## Monumenti e luoghi d'interesse
- Chiesa parrocchiale - L'antica plebem S. Mariae de Ciliano è citata tra le pertinenze della diocesi di Treviso sin dal 1152. L'attuale edificio, progettato da Vincenzo Rinaldo, risale al 1898. All'interno, una pala di Palma il Giovane (Incoronazione della Vergine e i santi Pietro e Giovanni Battista) e alcune opere attribuite ad Ascanio Spineda.
- Capitello dei Lovi - A Santa Mama c'è un antico sacello di origine trecentesca, innalzato da un tale come ex voto per essere sfuggito a un branco di lupi (in veneto lovi).[6]
- Osservatorio del Re - Sorge sul Montello, in prossimità della dorsale. Da questa postazione re Vittorio Emanuele III poteva scrutare il sottostante fronte del Piave[7]

### Aree naturali
Lo Stradone del bosco ai piedi del Montello, comincia praticamente presso l’Osteria Santa Margherita, vicino alla località Santa Mama. Il bosco iniziale, dopo un paio di chilometri, lascia spazio a campi e prati, consentendo di spaziare un po’ di più con lo sguardo, verso Ciano del Montello. Poco oltre si affianca il Canale del Bosco, che molti chiamano la Brentella, per seguirlo nella parte finale che è su asfalto, quando oramai si è nei pressi di Caonada.

## Infrastrutture e trasporti
La frazione Santa Mama è collegata al centro di Montebelluna durante l'anno scolastico dalla linea n.114 di autobus della MOM: Montebelluna, Crocetta del Montello, Ciano, Santa Mama.